# Тарасо-Шевченковка
Тарасо-Шевченковка (укр. Тарасо-Шевченківка) — село,
Приютский сельский совет,
Магдалиновский район,
Днепропетровская область,
Украина.
Код КОАТУУ — 1222386507. Население по переписи 2001 года составляло 499 человек.

## Географическое положение
Село Тарасо-Шевченковка находится на левом берегу реки Чаплинка,
выше по течению на расстоянии в 4 км расположено село Тарасовка,
ниже по течению примыкает село Першотравенка,
на противоположном берегу — село Шевченковка.
По селу протекает пересыхающий ручей с запрудой.

## История
- 1996 год — дата основания.

## Экономика
- «Шевченко», АФ.

## Объекты социальной сферы
- Клуб.
- Фельдшерско-акушерский пункт.